# Troticus ovatus
Troticus ovatus är en stekelart som beskrevs av Gaspard Auguste Brullé 1846. Troticus ovatus ingår i släktet Troticus och familjen bracksteklar. Inga underarter finns listade i Catalogue of Life.